# Bartolomeo d’Alviano
Bartolomeo d'Alviano (Todi, 1455 k. – Ghedi, 1515. október 7.) olasz condottiere (zsoldos hadvezér), aktív életének legnagyobb részében a Velencei Köztársaság szolgálatában állt. 1508–1511 között a Miksa császár támadásai ellen védelmezte Velence birtokai. 1515-ben döntő szerepe volt a franciák marignanói győzelmének kivívásában.

## Élete

### Származása
Az umbriai Todiban  vagy Alvianóban született, Francesco d’Alviano és Isabella degli Atti fiaként. (Todi az Atti család birtoka volt). Anyja meghalt fia születésekor. Bartolomeo és fivérei, Bernardino és Aloisio a nagynénjükhöz, Milia Monaldeschi della Cervara grófnéhoz kerültek, apai nagybátyjuknak, Corrado d’Alviano kapitánynak, Monte Rubiaglio várurának feleségéhez. Bartolomeo 15 éves korág nevelkedett náluk. Nagybátyja (egyben keresztapja) zsoldos kapitányként (condottiere-ként) kezdte pályáját, unokaöccsét kitanította a katonamesterségre, hadvezetésre, harcművészetekre. Emellett kitűnő humanista műveltséget is szerzett Antonio Pacinitól, Francesco Filelfo (1398–1481) humanista tudós, akadémia-alapító tanítványától.

### Apród és katona
Már egészen fiatalon katonának állt, részt vett a közép-itáliai fejedelemségek háborúiban. Előbb a pápai állam hadseregében szolgált, majd 1496-tól rokonai és hűbérurai, az Orsini-család mellett harcolt VI. Sándor pápa és a Colonnák ellen.
1465-ben egy II. Pál pápa elleni összeesküvés leleplezése és leverése után Bartolomeo apród lett Virginio Orsini herceg udvarában. A rimini háború folyamán, 1469-ben részt vett a mulazzanói csatában.
1470 körül bátyja, Aloisio, San Valentino apátja elhunyt. Bartolomeo nem akarta átvenni ezt az egyházi tisztséget, inkább átengedte azt másik bátyjának, Bernardinónak, cserébe az alvianói fellegvárért (Rocca di Alviano).

### Nápolyi és toszkánai háborúkban
A második itáliai háború szünetében, 1500-ban XII. Lajos francia király és II. Ferdinánd aragóniai király megkötötték a granadai szerződést, a Nápolyi Királyság közös elfoglalására és területének felosztására. A közösen végrehajtott katonai akció után azonban a két nagyhatalom összekapott a zsákmányon. 1501-ben kitört az ún. „második nápolyi háború” a franciák és a spanyolok között. 1503-ban Aragóniai Ferdinánd király zsoldjába fogadta Bartolomeo d’Alvianót, akinek – a spanyol fővezér, Gonzalo Fernández de Córdoba kapitány és Prospero Colonna pápai hadvezér parancsnoksága alatt – komoly szerepe volt a december 29-i gariglianói győzelem kivívásában. Ennek következtében a franciák kiszorultak Dél-Itáliából, amely hosszú századokra spanyol dominancia alá került.
1505-ben a Firenzei Köztársaságtól elszakadni akaró pisai felkelők egy csapatának vezetését vállalta el. Augusztusban a San Vincenzó-i csatában azonban vereséget szenvedett a Marcantonio Colonna és Jacopo Savelli által vezetett firenzei haderőtől.
1507 elején a Velencei Köztársaság szolgálatába szegődött, a Szenátus 1507 elején a Velencei Köztársaság Szenátusa Alviano unokafivérét és hűbérurát, Nicolò Orsinit, Pitigliano grófját bízta meg a velencei haderő irányításával, Orsini magával vitte Bartolomeót, aki egy lovas egység parancsnokságát kapta meg.

### A cadorei háború győztese
A következő évben, 1508-ban I. Miksa német király, aki Rómába készült császári koronázására, de Velence megakadályozta átutazását, ezért a koronázásra Trident-ben került sor, 1508. február 4-én. Néhány nappal ezután a császár gyors, de előkészítetlen támadást indított Velence legészakibb tartománya, az alpesi Cadore ellen. A németek a Gemärk-hágón át Cortina d’Ampezzo felé törtek, 1508. február 22-én megostromolták a Boite–Fanes–Felizon völgyek találkozásánál álló Peutelstein várat (olaszul: Castello di Botestagno), amelyet azonban nem tudtak bevenni. A németek Misurina és a Tre Croci-hágó felől megkerülték az erődöt, mélyen behatoltak Cadore tartományba, kijutottak a Piave völgyébe, elfoglalták Pieve di Cadore városát is, kelet felé a Mauria-hágóig törtek előre. 1508 márciusában Alviano ellentámadást indított több irányból. Hasonló megkerülő hadmozdulatot végzett, Bassano del Grappából kiindulva a Piave mentén, majd a Zoldo-völgyön át 2500 emberével bekerítette a császáriakat. A Cadore-völgyben fekvő Rusecco (Rio Secco) községnél 1508. március 2-án került sor a cadorei csatára, ahol a velenceiek megsemmisítették a 3000 főnyi német sereget. Sixtus Trautson német parancsnokot, feleségével, gyermekével, és csaknem összes katonájával együtt lemészárolták.
1508 áprilisában Alviano a Cadorén, Mauria-hágón és Pontebbán keresztül támadást indított a Habsburg Birodalom ellen. Francia segédcsapatokat is kapott, Gian Giacomo Trivulzio marsall parancsnoksága alatt. Májusra Alviano elfoglalta Görzöt, Triesztet, Fiumét, Pisinót és Postumiát. Április végén I. Miksa császár sietve fegyverszünetet kötött Velencével. Ugyanebben az évben Alviano elfoglalta a Friuliban fekvő Pordenonét, ezt a Szenátus Bartolomeo Alviano birtokába adta. Az Alviano család egészen 1539-ig uralta a várost.
1508 júniusában Miksa kénytelen volt elfogadni Velence megalázó békefeltételeit. (A fegyverszüneti szerződés pace Santa Maria di Grazia néven került be Velence történelmébe.) Az 1508 tavaszi cadorei háborúban megszerzett területekkel a Velencei Köztársaság elérte történelmének legnagyobb szárazföldi kiterjedését. Alvianót a Velencei Köztársaság hadseregének vezénylő tábornokává (comandante generale della Repubblica) nevezték ki, és helyet kapott a Nagytanácsban is. A cadorei vereség hatására a Miksa császár is csatlakozott II. Gyula pápa kezdeményezéséhez, aki Velence elleni nagy katonai szövetség szervezésébe kezdett.

### A cambrai-i liga ellen
1508 végén II. Gyula pápa, Franciaország, a Német-római Birodalom, Aragónia és a Ferrarai Hercegség megkötötték a Velence feldarabolására irányuló cambrai-i ligát.  1509 márciusában a pápa kiátkozta Velencét.
1509 elején Alviano belekezdett Padova városfalainak építésébe, de a cambrai-i liga támadása megakasztotta a munkát.
1509. április 15-én XII. Lajos francia király 30 000 főnyi, korszerű tüzérséggel felszerelt hadsereggel, a cambrai-i liga csapatainak kíséretében elindult Milánóból, és betört a Köztársaság területére. Egységeit kiváló francia hadvezérek és tapasztalt olasz condottierik irányították: Jacques de La Palice, Charles d’Amboise de Chaumont, Gian Giacomo Trivulzio, Antoine „le Bon” de Lorraine és Pierre Terrail de Bayard lovag. Velence erős, 15 000 fős zsoldos hadsereget állított fel, parancsnokává Niccolò Orsinit, Pitigliano grófját nevezték ki, Bartolomeo D’Alvianót Orsini keze alá rendelték. Orsinit arra utasították, hogy kerülje a közvetlen összecsapást, rajtaütésekkel gyengítse az ellenséget. A velencei hadsereg Bergamo és Cremona között állt fel. A Liga hadserege Cassano d’Addánál átkelt az Adda folyón. 1509. május 14-én Agnadellónál Alviano megtámadta Chaumont hadtestét, megszegve Orsini utasítását, hogy szakadjon el az ellenségtől. Az odaérkező francia főerő, Trivulzio vezetésével az agnadellói csatában súlyos vereséget mért a velenceiekre, megsemmisítette Alviano egész hadtestét, maga Alviano megsebesült az arcán, elvesztette egyik szemét, és fogságba esett. A véres vereség hírére Orsini hadtestének nagy része dezertált. A franciák elfoglalták Bresciát, Padovát, Veronát és Vicenzát. A velencei Szenátus Alvianót tette felelőssé a súlyos következményekkel járó vereségért. A legyőzött vezér 1513-ig francia fogságban maradt,

### Francia szövetségben
1513 márciusában, II. Gyula pápa halálával az 1511-es Szent Liga is felbomlott, Velence XII. Lajos királlyal kötött katonai szövetséget (1513-as blois-i szerződés), az 1512-ben spanyol kézre jutott Milánói Hercegség és a pápa ellenében. Alvianót elengedték fogságából. Louis de la Trémoille francia marsall parancsnoksága alá rendelték. Október 13-án Alviano csapatai Vicenza mellett, a La Motta-i csatában vereséget szenvedtek a Ramon de Cardona nápolyi spanyol alkirály és Prospero Colonna pápai hadvezér csapataitól. Később Alviano visszafoglalta és kifosztotta korábbi birtokát, a Habsburgok kezére jutott Pordenone városát. A háború következő évében (1514) számos kisebb-nagyobb rajtaütést hajtott végre a spanyolok ellen Venetóban, Friuliban és Romagnában.

### Utolsó győzelme Marignanónál
1515 júliusban az új francia király, I. Ferenc új hadjáratot indított Milánó visszaszerzésére, seregeit Gian Giacomo Trivulzio marsall vezette. Jacques de La Palice marsall előőrsei Villafranca Piemonte (Villefranche) városában elfogták Prospero Colonnát, a pápai–milánói hadak vezérét. Trivulzio marsall, szövetségben a velencei haderővel, szeptember 13–14-én a marignanói csatában a pápai zsoldban álló svájciak és milánóiak megtámadták a francia tábort. A véres ütközet első napjának végére a francia hadsereg válságos helyzetbe jutott, az éjszaka megérkező Alviano velencei hadserege megfordította a csata sorsát. A sikeres ellentámadással a francia–velencei szövetség döntő győzelmet aratott, Schiner bíboros svájci zsoldosai 14 000 embert veszítettek. A svájci kantonok többé többé nem tudtak önálló politikai tényezőként beavatkozni Itália hatalmi harcaiba. I. Ferenc elfoglalta Milánót, Massimiliano Sforza herceget lemondatta és Franciaországba internálta. Az 1516-os noyoni békeszerződés alapján Észak-Itália a franciák és a velenceiek kezére került.
Alviano ezután még visszafoglalta Bergamót a németektől, de október 7-én Brescia ostroma közben Ghedi városában elhunyt. Nagy tiszteletadással vitték Velencébe, az itteni Szent István (Santo Stefano) templomban temették el. Halálának és temetésének körülményeit Francesco Guicciardini írta le részletesen 1534-ben megjelent Itália történelme (Storia d’Italia) c. művében (12. könyv, 17. fejezet).

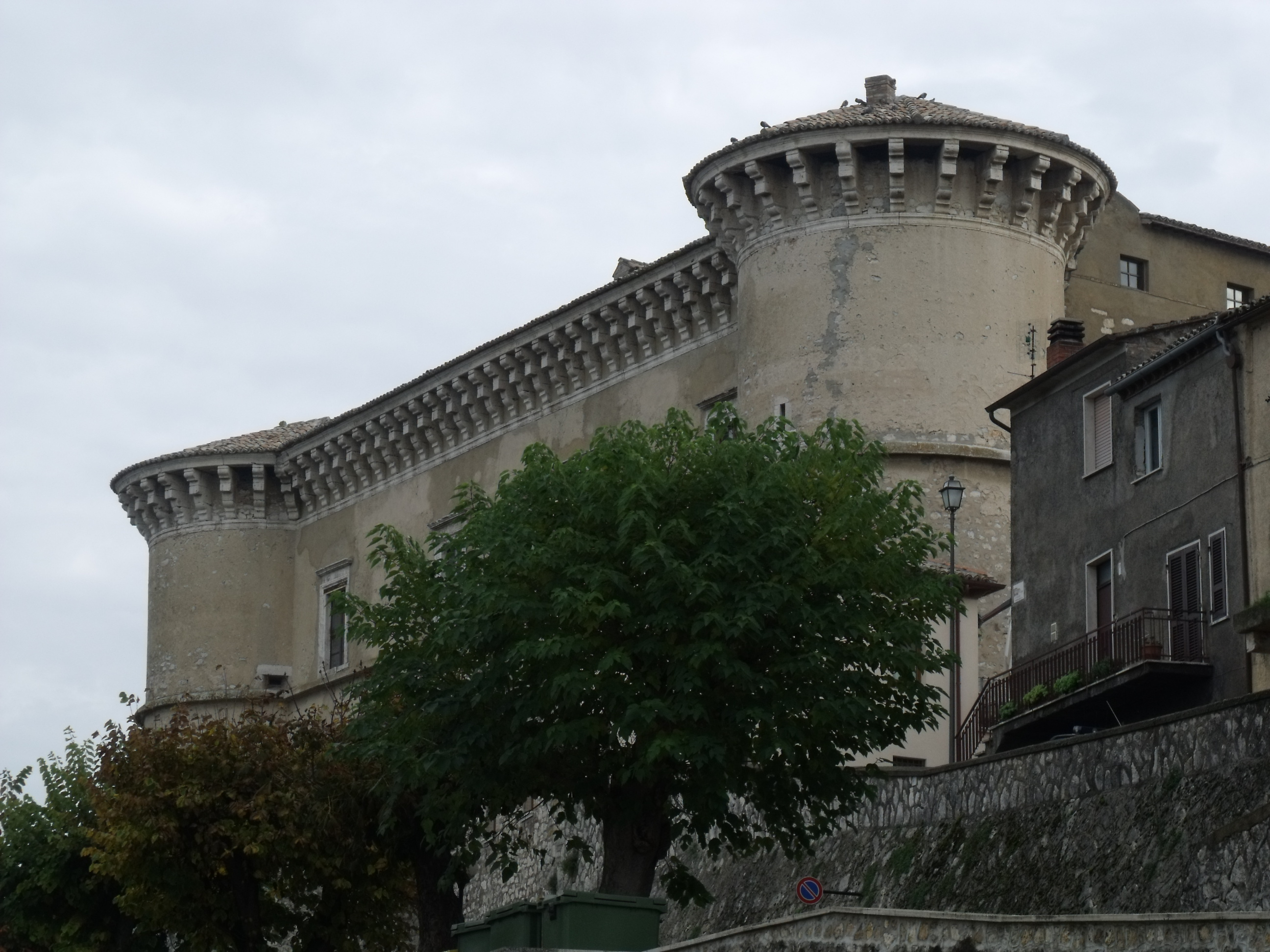
Alviano: Bartolomeo vára

### A hadmérnök
Bartolomeo d’Alviano a katonai építészet és erődítés szakértője volt. Újjáépítette az alvianói fellegvárat (rocca), korszerűsítette és kiépítette több velencei kézbe jutott város védőfalait, elsősorban Padováét.

### Házassága, utódja, öröksége
Napoleone Orsini leányát, Bartolomea Orsini grófnőt vette feleségül, akinek nővére, Clarice Orsini Lorenzo il Magnifico firenzei fejedelem felesége volt. 1497-ben megözvegyült. Másodszor is megnősült, Pantasilea Baglionit vette feleségül, akitől 1514-ben egy fia született, Livio-Settimio d’Alviano, aki 1515-ben apja pordenonei birtokainak örököse lett, édesanyjának gyámsága (régenssége) alatt, 1529 végén elismert nagykorúságáig. Livio 1537-ben Cherascónal a franciák ellen harcolva esett el. Pordenone birtoka ekkor visszaszállt a Velencei Köztársaságra.
Bartolomeo d’Alviano uralkodása alatt, 1508-ban született meg a pordenonei Accademia Liviana, tudósok és irodalmárok találkozóhelye. Címerképe a Noncello folyót ábrázolta. Az Akadémiának tagja volt (többek között) Andrea Navagero, Pietro Bembo, Girolamo Fracastoro (Bartolomeo d’Alviano saját orvosa, aki később III. Pál pápa orvosa lett) és Girolamo Aleandro, a Sorbonne tanára, Rotterdami Erasmus jó barátja, a Vatikán könyvtárosa.

## Alakja a populáris médiában
Alakját és nevét felhasználták az Assassin’s Creed II és az Assassin’s Creed: Brotherhood videójátékokban, itt Bartolomeo d’Alvianót az Assassinok tagjaként, a főhős Ezio szövetségeseként állítják be. Ugyancsak ő az Assassin’s Creed : Project Legacy c. Facebook-játék egyik főszereplője, itteni története akkor kezdődik, amikor elveszítette egyik szemét agnadellói csatában.

## További információ
- Claudio Rendina. I capitani di ventura. Rome: Newton & Compton (1994)
- Sebastiano Mantica: Diario di Pordenone, a cura di G. Valentinelli, Venezia, 1862 (per nozze Porcia-di Montereale Mantica).
- Sebastiano Mantica: Cronaca di Pordenone dal 1432 al 1544 : con aggiunte posteriori : trascrizione e revisione dell'edizione a stampa del 1881 di Vincenzo Joppi, con annotazioni, a cura di F. Boni de Nobili, (pubbl. per nozze Boni de Nobili-Stoppa, 2 settembre 2006).
- Andrea Benedetti – Alberto Cassini: Cinquecento e dintorni, Pordenone, 1984.
- Sandro Bassetti: Bartholomeo „Liviano” d’Alviano, unego sior de Pordenon. Historia de lo governador zeneral di la zente d’arme de la Serenissima Nostra Veneta Republica, Ellerani ed., S. Vito al Tagliamento, 1999.
- Fabio Metz – Giulio Cesare Testa: La Signoria dei Liviani a Pordenone, San Vito al Tagliamento, 2002.
- Francesco Boni De Nobili: La croce e la spada. Le armi araldiche nei luoghi di culto a Pordenone, Pordenone, 2010.
- Luciano Canonici: Alviano – Una rocca, un popolo, un Castello, Edizioni Porziuncola, A.C. Grafiche, Cerbara – Città di Castello, 1983.
- Luciano Canonici: Bartolomeo di Alviano, Tipografia Porziuncola, Assisi, 1991.